# KTH Krynica
Der KS KTH Krynica-Zdrój (Offizieller Name: Klub Sportowy Krynickie Towarzystwo Hokejowe) ist ein Eishockeyverein in der kleinpolnischen Stadt Krynica-Zdrój. Der Verein spielt inzwischen unterklassig. Die Mannschaft trägt ihre Heimspiele im Miejski Ośrodek Sportu i Rekreacji w Krynicy-Zdroju (Städtisches Sport- und Erholungszentrum Krynica-Zdrój) aus.

## Geschichte
Der Verein wurde am 28. Dezember 1928 in Krynica gegründet. Die Eishockey-Weltmeisterschaft 1931 fand im Eisstadion von KTH Krynica statt. 

Ehemaliges Logo des Klubs

Nach dem Zweiten Weltkrieg wurde KTH Krynica im Jahre 1950 polnischer Meister. Nach zwischenzeitlichem Aufenthalt in der zweitklassigen I liga erfolgte 2010 der Aufstieg in die Ekstraliga. Zur Saison 2011/12 erhielt der finanziell angeschlagene Verein keine Lizenz für die Ekstraliga und musste somit den Zwangsabstieg in die I liga hinnehmen. Aber bereits zwei Jahre später stieg die Mannschaft erneut in die Ekstraliga auf. Am 2. Dezember 2013 leitete das Lizenzierungskomitee des Polnischen Eishockey-Verbandes ein Verfahren gegen den Verein ein, mit dem Ziel des Lizenzentzuges, da Zahlungen an den Verband nicht geleistet worden seien. Die Mannschaft konnte zwar schlussendlich die Saison zu Ende spielen, verlor aber ihre besten Spieler an andere Vereine, mit der Folge, dass sie nicht mehr konkurrenzfähig war und von der zwischenzeitlichen Tabellenführung auf Platz sechs der Tabelle abrutschte. Am Saisonende zog sich die Mannschaft aus der Ekstraliga zurück und spielte anschließend erneut in der I liga. Inzwischen ist er aber auch dort nicht mehr vertreten.
Weiterhin nahm der Club 1999 an der Austragung des IIHF Continental Cup teil und traf in der zweiten Runde auf den lettischen Vertreter HK Liepājas Metalurgs, SC Miercurea Ciuc aus Rumänien und den Ligakonkurrenten Dwory S.S.A. Unia Oświęcim. Mit einer Bilanz von einem Sieg, einer Niederlage und einem Unentschieden belegte die Mannschaft den zweiten Platz in der Gruppe G und schied somit aus dem Wettbewerb aus.

## Sportliche Erfolge
- Polnischer Meister: 1950[2]
- Vizemeister: 1949, 1951, 1953, 1999
- Meisterschafts-Dritter: 1937, 1952, 1957, 2000
- Teilnahme am IIHF Continental Cup 1999
- Meister der I liga: 1966, 1972, 1975, 1985, 1996, 2006, 2010